# Media (stolica tytularna)
Media (łac. Diocesis Mediensis) – stolica historycznej diecezji we Cesarstwie rzymskim w prowincji Mauretania Cezarensis, zlikwidowana w VII w. podczas ekspansji islamskiej, współcześnie w północnej Algierii. Obecnie katolickie biskupstwo tytularne. 

## Biskupi tytularni
| Lp. | Biskup                 | Funkcja                                          | Od              | Do              |
| --- | ---------------------- | ------------------------------------------------ | --------------- | --------------- |
| 1   | Antoine Hacault        | biskup pomocniczy Saint-Boniface (Kanada)        | 30 lipca 1964   | 7 września 1974 |
| 2   | Endre Gergely Kovács   | biskup pomocniczy Eger (Węgry)                   | 7 stycznia 1975 | 29 lipca 2007   |
| 3   | Petro Herkulan Malczuk | biskup pomocniczy odesko-symferopolski (Ukraina) | 29 marca 2008   | 15 czerwca 2011 |
| 4   | Gabriel Escobar        | wikariusz apostolski Chaco Paraguayo (Paragwaj)  | 18 czerwca 2013 |                 |